# Vangeli dualistici
I Vangeli dualistici sono un gruppo di scritti religiosi, attribuiti a Simon Mago, a Dositeo, a Cerinto, a Basilide e a Marcione (esponente della comunità di Roma, nella metà del II secolo d.C.). In essi viene accolta la concezione dualistica, secondo la quale al Dio del bene si contrappone un Dio del male, ed essi sono in perpetua e inconciliabile lotta.

## Testi
- Interrogatio Johannis